# Имралъ
Имралъ̀ (на турски: İmralı Adası), неправилно изписвано като Имрали, по-рано Весвикос, Калонимос, Калолимнос (на гръцки: Βέσβικος, Καλώνυμος, Καλόλιμνος) е остров на Турция в югоизточната част на Мраморно море.

## География
От южния бряг на морето го отделя пролив с ширина 13 км, от западния край на полуостров Боз – пролив с ширина около 20 км. Разстоянието до Истанбул е 65 км. Дължината му от север на юг е 8 км, а максималната ширина – около 3 км. Площ – 9,98 км². Най-високата точка над морското равнище е връх Тюрк тепеси (217 м).

## История
В древни времена на остров са възникнали няколко гръцки селища, където основен поминък са винарството, риболовът, а по-късно и копринарството. В късновизантийската епоха островът играе ключова роля на морска база за складиране и претоварване, която свързва столицата на империята Константинопол и най-големия византийски град в Мала Азия – Пруса.
През 1308 г. остров Калолимнос (буквално: „добър остров“) е завзет от османски пирати, ръководени от емир Али, от чието име и произхожда турското наименование на острова. Византийският флот повече не може да поддържа връзката на столицата с Пруса. През 1326 г. и самият град Пруса пада в ръцете на мюсюлманите.
До началото на ХХ век на острова има 3 гръцки села. През 1922 – 1923 г., по време на гръцко-турската война, всички гърци са изселени. Оттогава властите на Турция, наследила острова от Османската империя, започват да го използват за разстрел и/или заточение на политзатворници. На острова държат лидера на Кюрдската работническа партия Абдула Йоджалан.